# Canard du Cap
Anas capensis
Espèce
Statut de conservation UICN

 LC  : Préoccupation mineure
Statut CITES
Le Canard du Cap (Anas capensis) ou Sarcelle du Cap, est une espèce d'oiseaux de la famille des Anatidae. C'est un canard barboteur de milieux humides ouverts en Afrique subsaharienne. Cette espèce est essentiellement non-migratoire, même si elle se déplace de façon opportuniste avec les pluies.

## Répartition géographique
Cette espèce de canard est endémique de l'Afrique, elle se rencontre principalement en Afrique du Sud, de la pointe sud de l'Afrique au bassin du Congo. C'est une espèce ayant une assez large aire de répartition mais que l'on ne rencontre jamais ou rarement en grand groupe. Selon la liste rouge de l'UICN, elle est native et se rencontre en Angola, au Botswana, aux alentours des marais et lac Tchad, en Tanzanie, au Kenya, au Mozambique, au Soudan, en Zambie, au Zimbabwe et plus au nord, dans la corne de l'Afrique, en Éthiopie. De petites populations vagabondes se rencontrent au Cameroun, au Ghana, en Israël, au Lesotho, en Libye, au Malawi ou encore au Swaziland.

## Description
Le canard du Cap mesure de 44 à 46 cm de longueur. Il est très pâle, principalement gris avec du brun sur le dos et le bec rose. Le canard du Cap ne peut être confondu avec aucun autre canard de son genre. Cette espèce est généralement calme, sauf lors de l'accouplement.

## Habitat
Le canard du Cap vit dans les marais, rivières et lacs d'eau douce et saumâtres.

## Alimentation
Anas capensis se nourrit de plantes aquatiques, insectes, crustacés et têtards, amphibiens.

## Dimorphisme
Comme beaucoup de canards de l'hémisphère sud, les sexes sont semblables.

## Reproduction
Le nid est confectionné au ras du sol, souvent dans des feuillages et à proximité d'une source d'eau. Lors de l'accouplement, le mâle reproducteur a un sifflet (chant) clair alors que la femelle a un sifflet beaucoup plus faible. La femelle pond entre 7 et 8 œufs qu'elle couve environ 24 jours. Les jeunes oiseaux n'ont pas le bec rose.

## ConservationAEWA
Le canard du Cap est l'une des espèces pour lesquelles l'accord sur la conservation des oiseaux d'eau migrateurs d'Afrique-Eurasie (AEWA) s’applique.

## Galerie

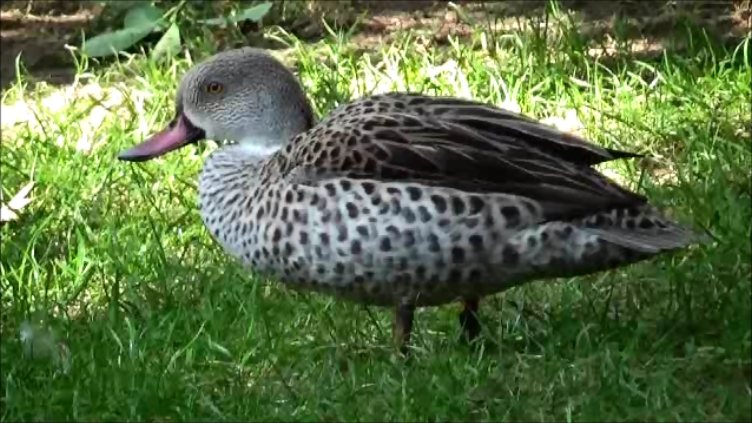
Ménagerie du jardin des plantes - Paris/France
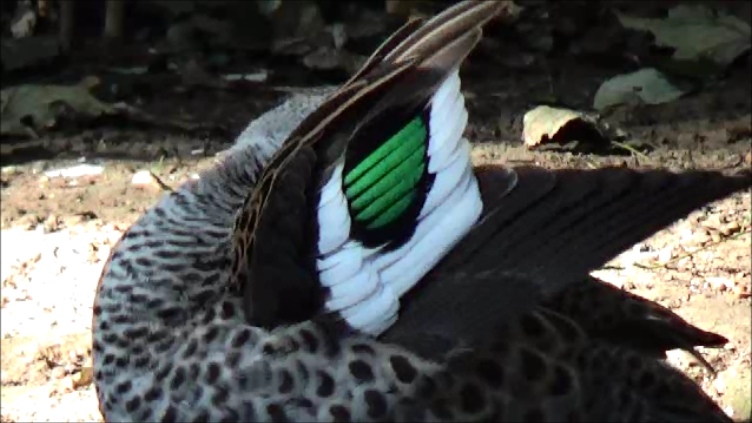
Ménagerie du jardin des plantes - Paris/France
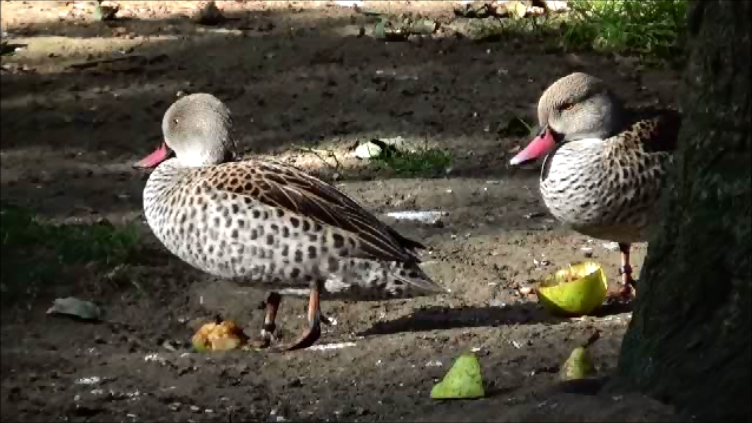
Ménagerie du jardin des plantes - Paris/France
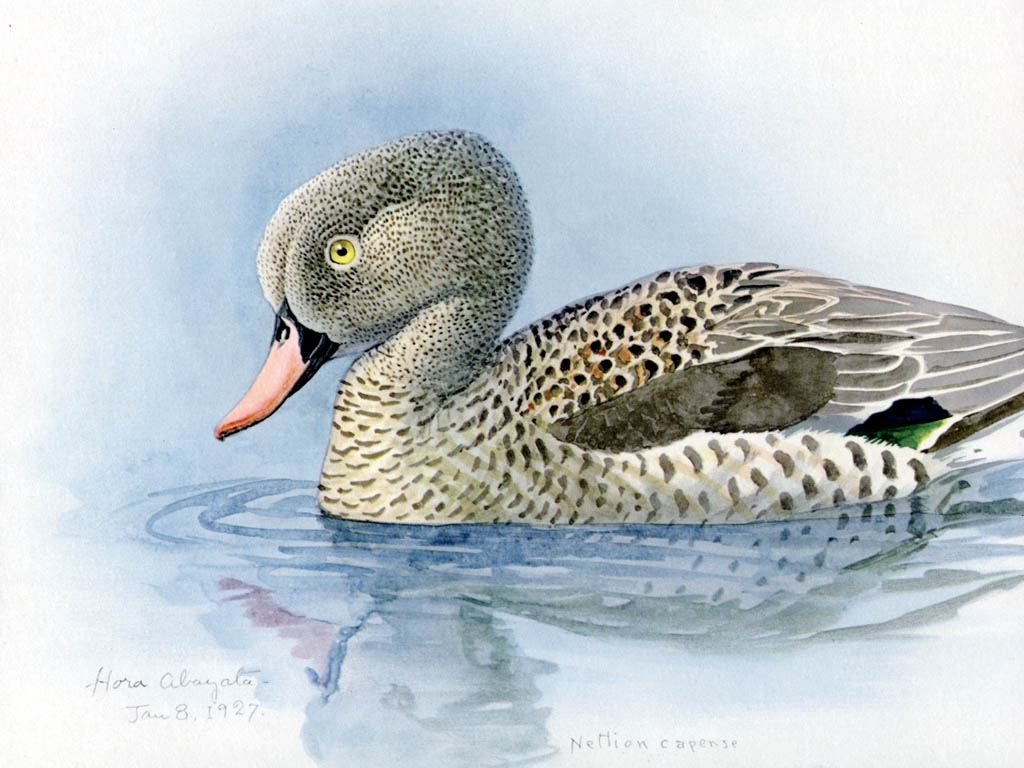
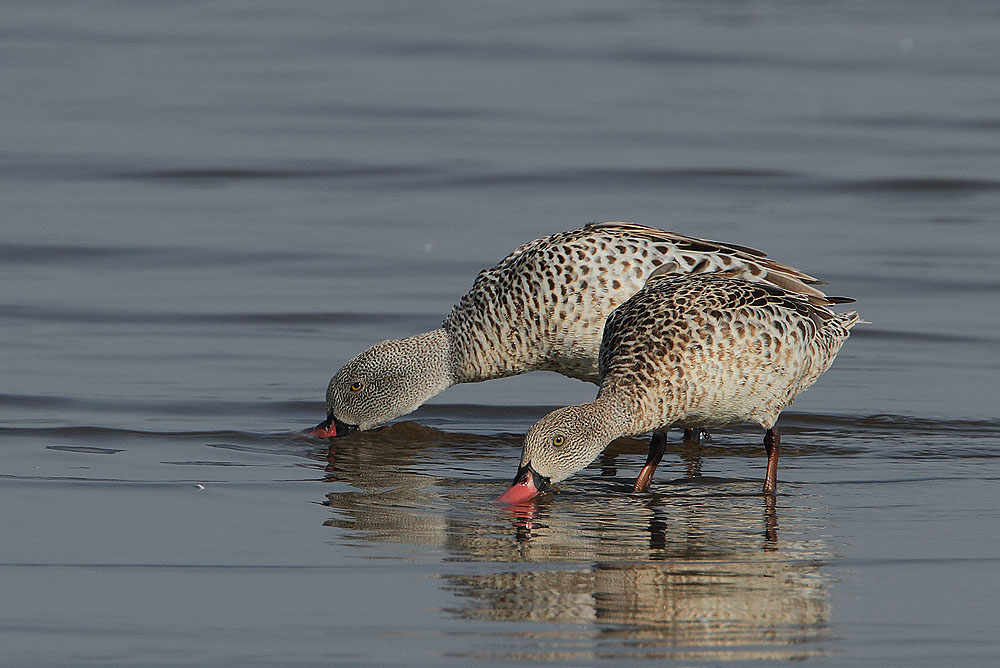
Lac Nakuru au Kenya
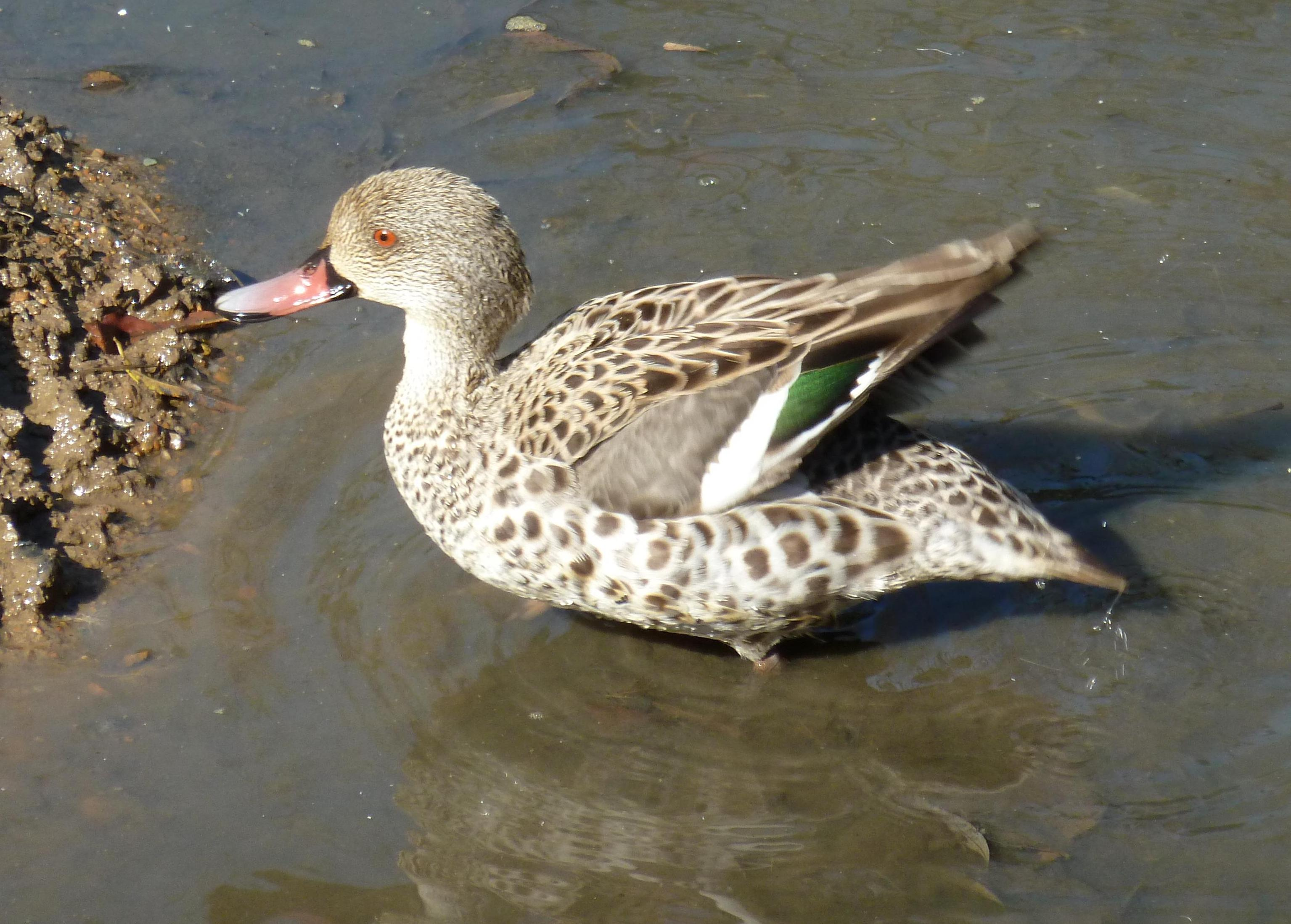
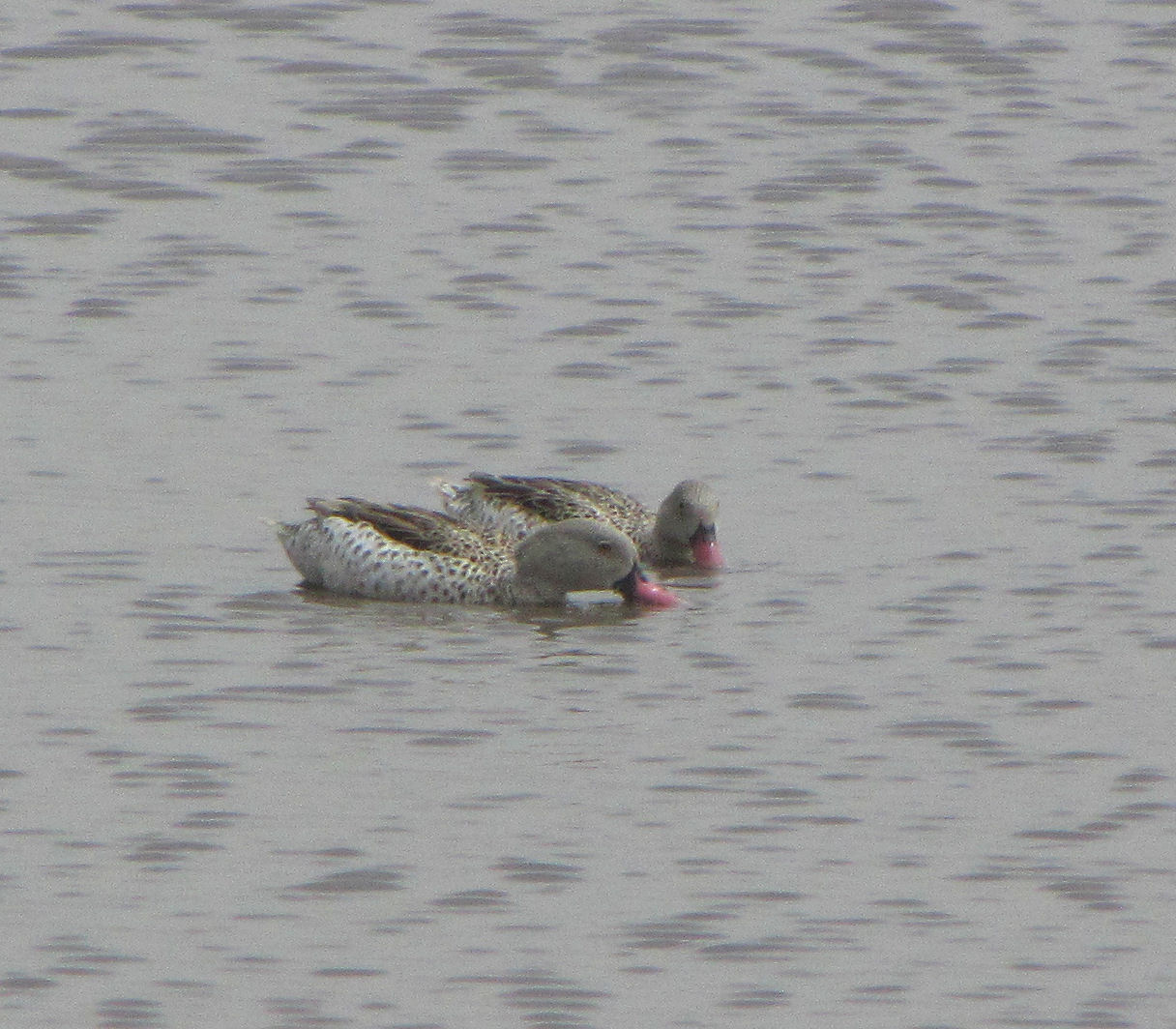
Au Serengeti (Plaine du Serengeti)
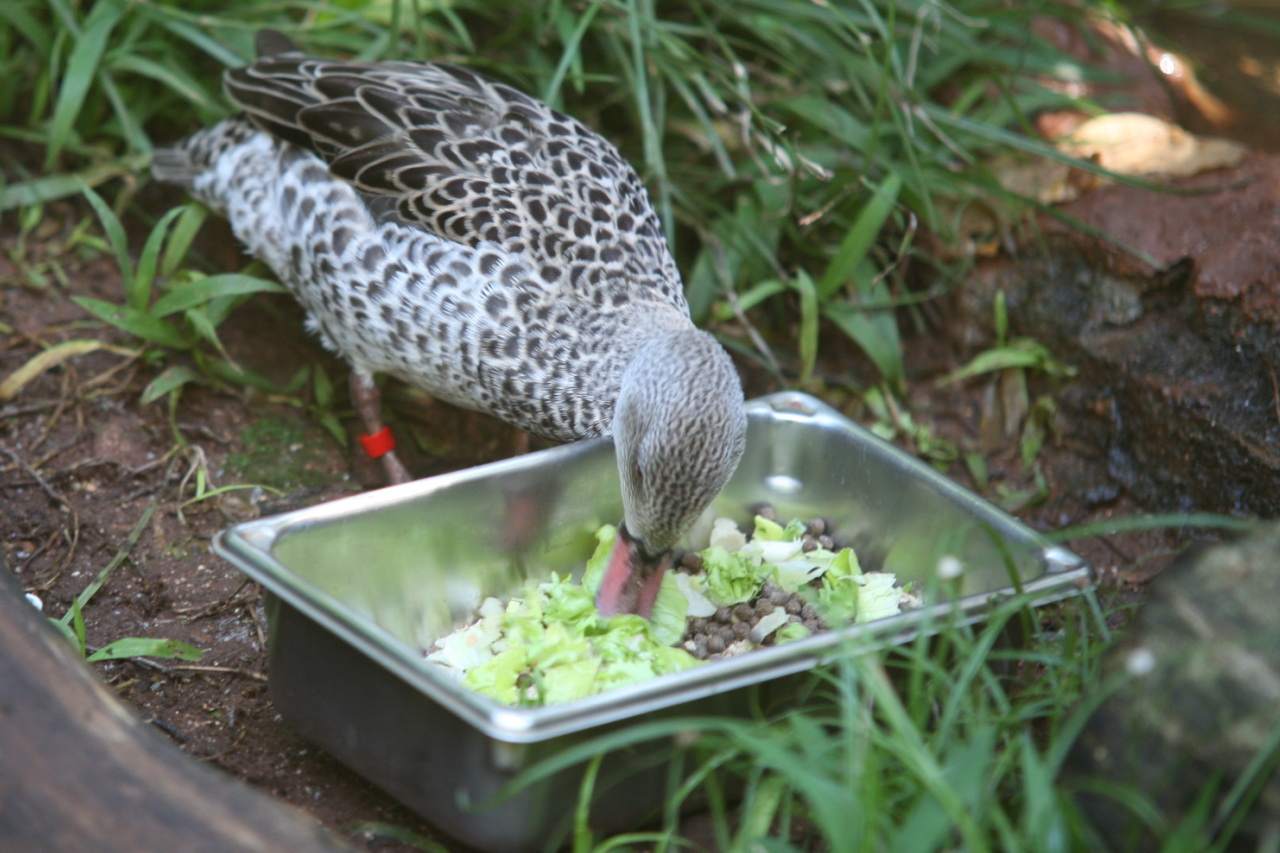
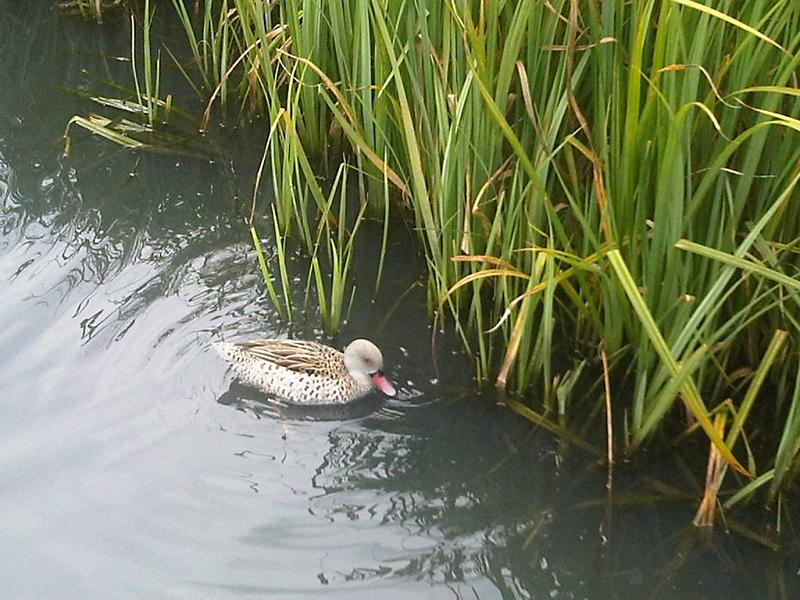
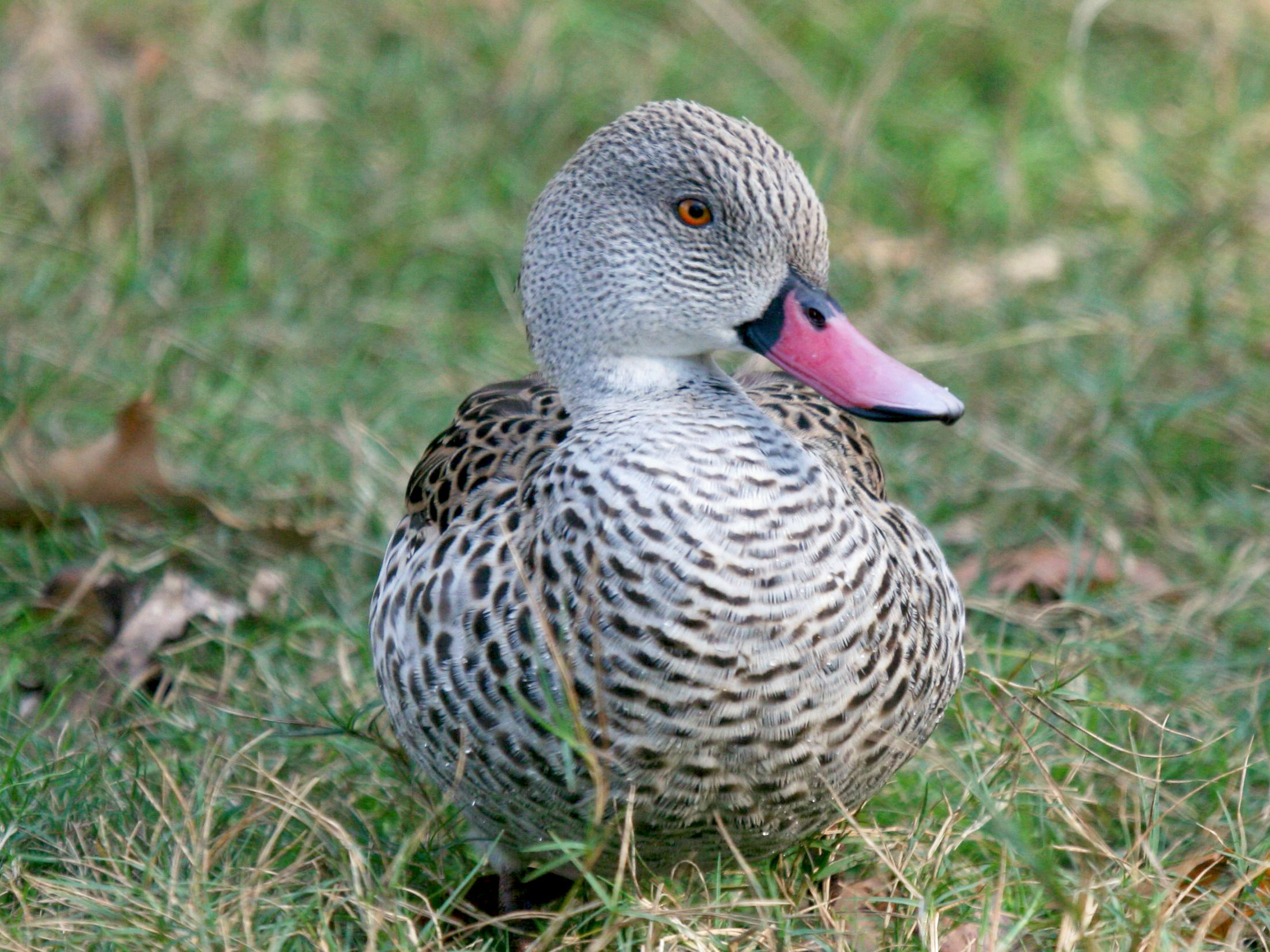
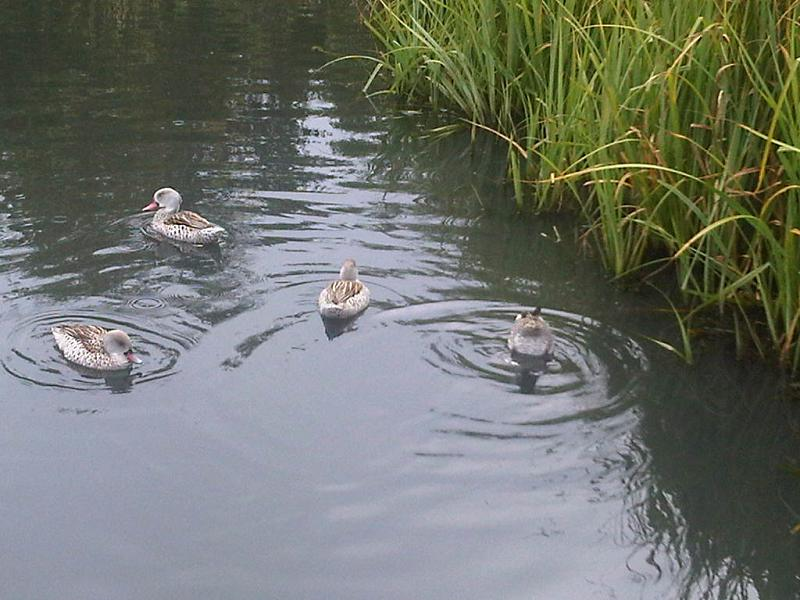
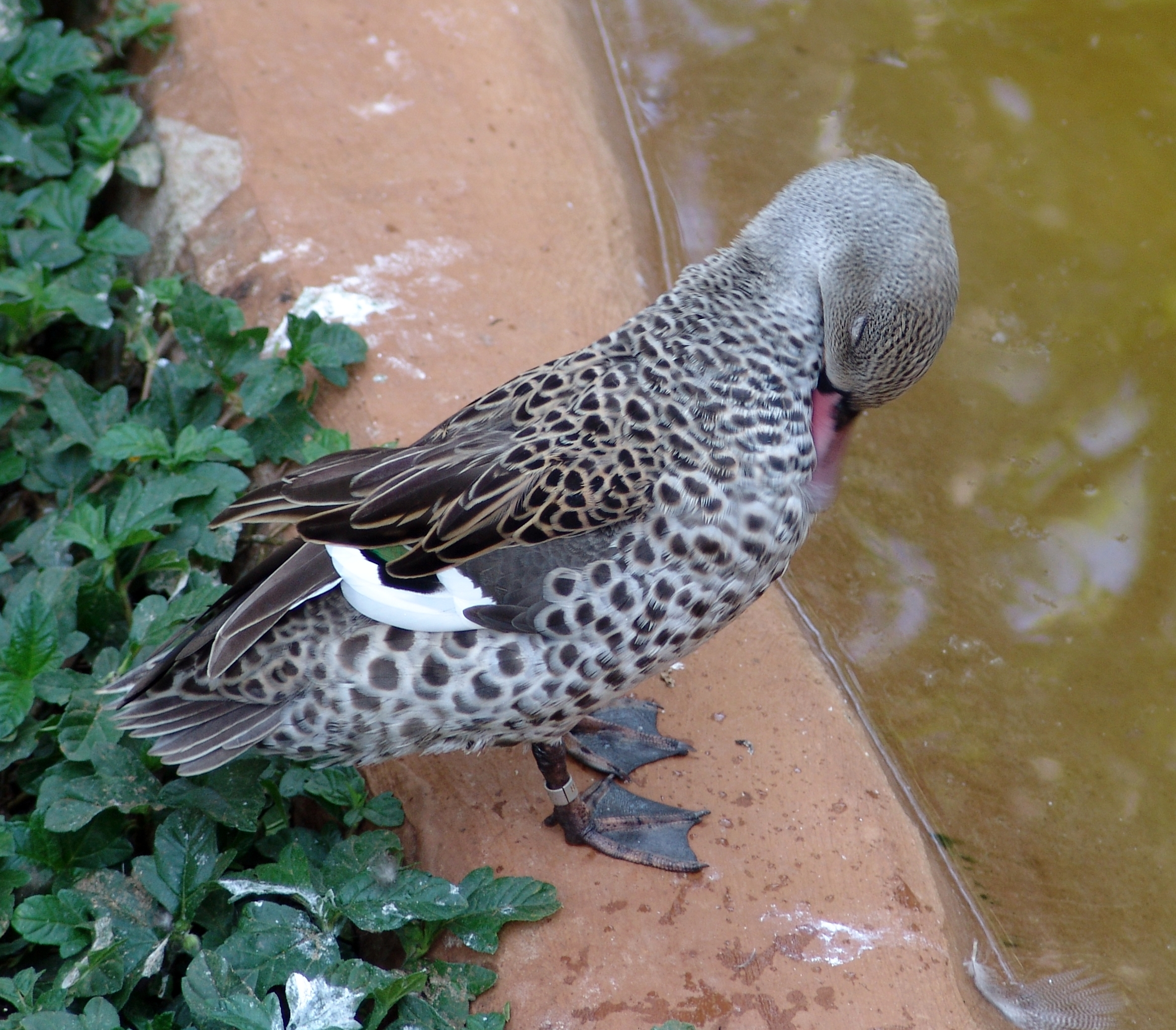
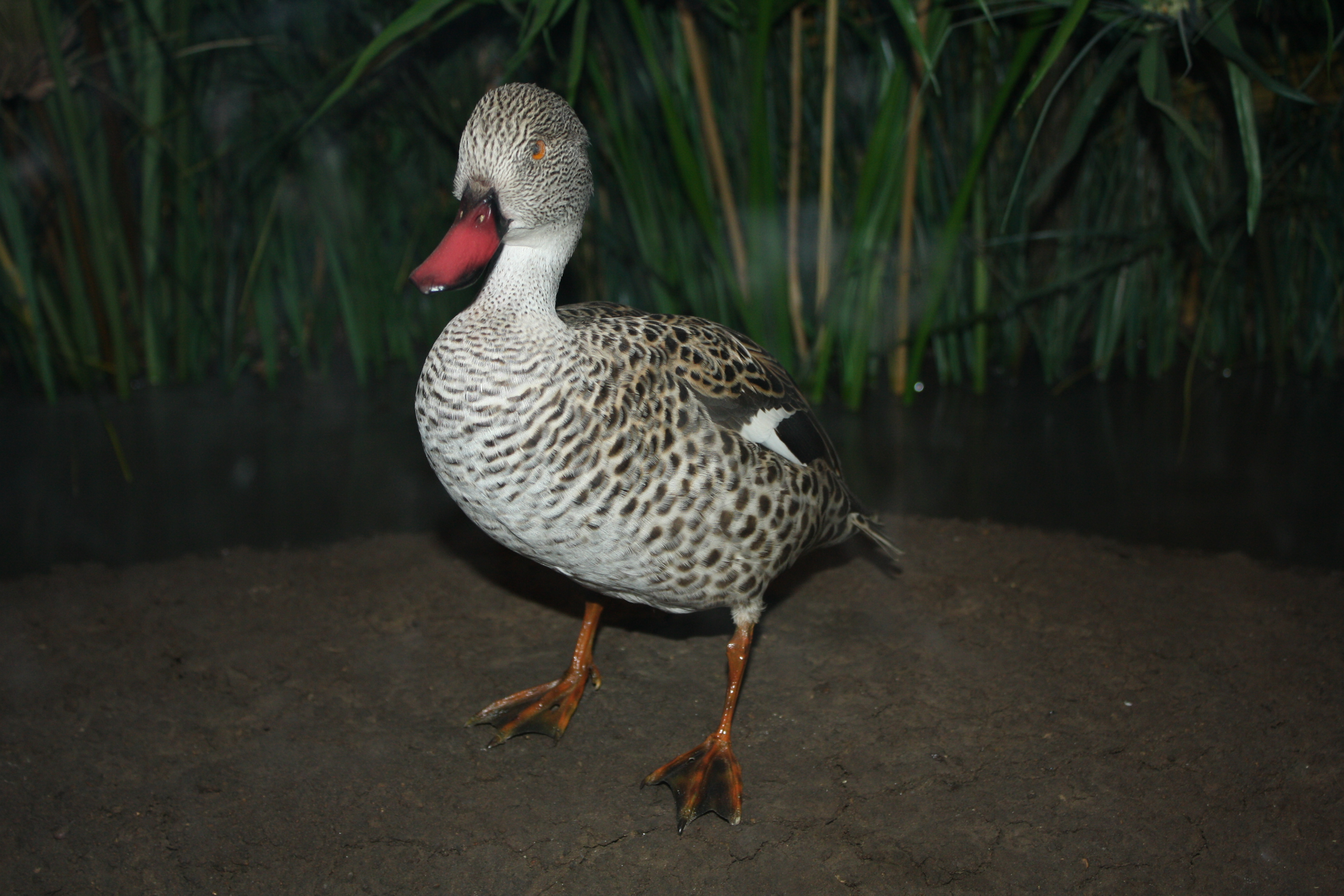